# 1944 في فنلندا
فيما يلي قوائم الأحداث التي وقعت خلال عام 1944 في فنلندا.

## سياسة

### تعيين في المنصب
- 4 أغسطس – كارل غوستاف إميل مانرهايم رئيس فنلندا.
- 17 نوفمبر – يوهو كوستي بآسيكيفي رئيس وزراء فنلندا.

### انتهاء فترة المنصب
- 1 أغسطس – ريستو روتي رئيس فنلندا.

## مواليد

### أكتوبر
- 1 أكتوبر – أنتي توري كاتب فنلندي.

### ديسمبر
- 3 ديسمبر – يوهان أف غران مخرج أفلام فنلندي.

## وفيات

### فبراير
- 29 فبراير – بير إفيند سفينهوفد (مواليد 1861)

### مايو
- 28 مايو – كاتري فالا (مواليد 1901) شاعرة فنلندية.

### أغسطس
- 8 أغسطس – أينو أكتيه (مواليد 1876)